# Leslie (Toronto Subway)

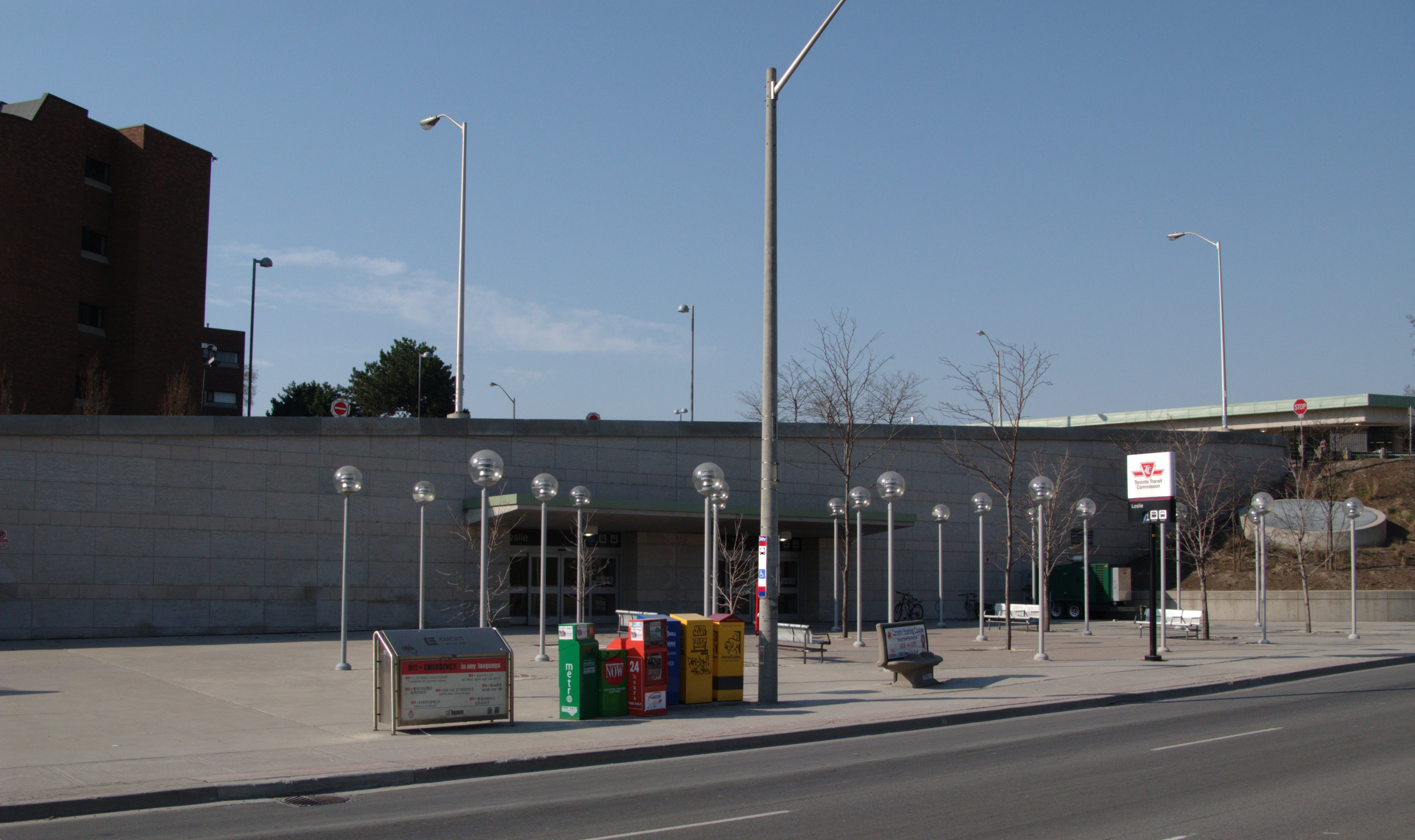
Eingang zur Station Leslie

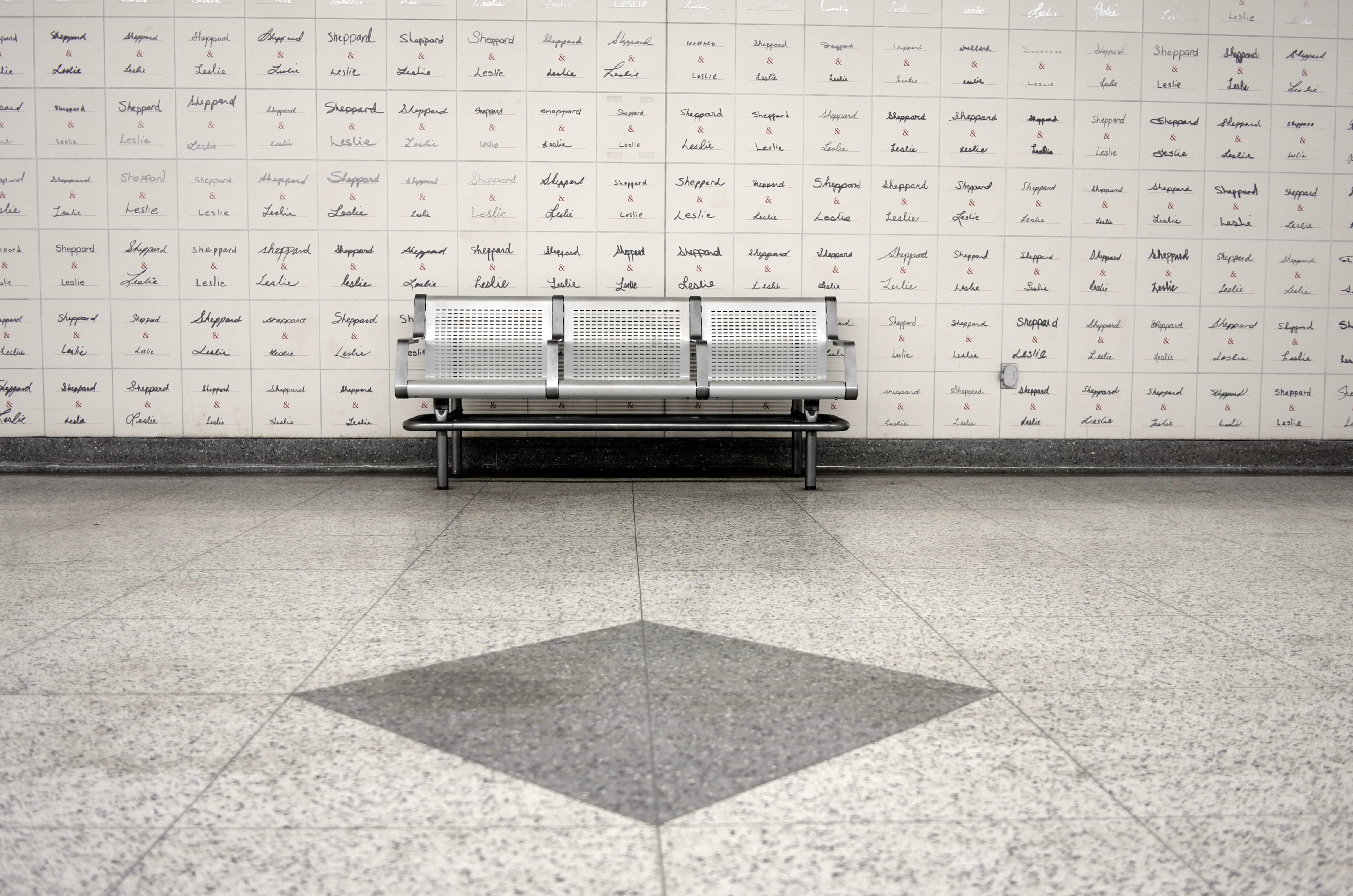
Künstlerische Gestaltung

Leslie ist eine unterirdische U-Bahn-Station in Toronto. Sie liegt an der Sheppard-Linie der Toronto Subway, an der Kreuzung von Sheppard Avenue und Leslie Street. Die Station besitzt einen Mittelbahnsteig und wird täglich von durchschnittlich 5.990 Fahrgästen genutzt (2018).
Es bestehen Umsteigemöglichkeiten zu zwei Buslinien der Toronto Transit Commission, darüber hinaus steht den Pendlern ein Park-and-ride mit 102 kostenpflichtigen Parkplätzen zur Verfügung. Unmittelbar östlich der Station überquert die Strecke den Don River auf einer vollständig eingehausten Brücke von 60 Metern Länge. Etwas mehr als einen halben Kilometer südlich befindet sich der Bahnhof Oriole an der Richmond-Hill-Linie von GO Transit. Pläne, die beiden Schienenverkehrsmittel besser miteinander zu verknüpfen, werden derzeit nicht weiterverfolgt.
Die Eröffnung der Station erfolgte am 24. November 2002, zusammen mit der gesamten Sheppard-Linie zwischen Sheppard-Yonge und Don Mills. Für die künstlerische Gestaltung war Micah Lexier verantwortlich. Er fertigte Tausende von Fliesen an, worauf im Siebdruckverfahren über und unter einem standardisierten et-Zeichen jeweils die Worte „Sheppard“ und „Leslie“ abgebildet sind – in 3440 verschiedenen Handschriften, die der Künstler von in der Nähe lebenden Personen sammelte.